# Опико
Опико (шп. Opico) је град у Салвадору у департману Ла Либертад. Према процени из 2007. у граду је живело 74.280 становника.